# Ždírec nad Doubravou
Ždírec nad Doubravou là một thị trấn thuộc huyện Havlíčkův Brod, vùng Vysočina, Cộng hòa Séc.